# Musée de l'Armée
Musée de l'Armée ("Armé Museum") er Frankrigs nationale militærmuseum. Det ligger på Les Invalides i 7. arrondissement i Paris. Museet blev etableret i 1905 ved en sammenlægning af Musée d'Artillerie og Musée Historique de l'Armée. Musée de l'Armée har syv primære adresser og afdelinger, der indeholder museets samlinger, der rummer genstande fra antikken og frem til 1900-tallet.
Métro de Paris har tre stationer tæt ved; Invalides, Varenne og La Tour-Maubourg.

## Galleri
- Frans 1.'s sværd (1500-tallet)
- Henrik 2.'s burgunderhjelm (1550'erne)
- Qianlong-kejserens rustning (1700-tallet)
- Taxi de la Marne (1914)
- Renault FT-17 tank (1917)
- V-2 missil (1940'erne)
- Luger P08 (1930'erne)